# Citerèl·lids
Els citerèl·lids (Cytherellidae) són una família de crustacis ostracodes, l'única família actual de l'ordre Platycopida, per bé que de vegades també s'hi inclou la família Punciidae. Els membres de la família existeixen des del període Juràssic.

## Taxonomia
La família Cytherellidae conté 6 gèneres:
- Cytherella Jones, 1849
- Cytherelloidea Alexander, 1929
- Grammcythella Swanson et al., 2005
- Inversacytherella Swanson et al., 2005
- Keijcyoidea Malz, 1981
- Platella Coryell i Fields, 1937